# Colostethus inguinalis
Colostethus inguinalis es una especie de anfibio anuro de la familia Dendrobatidae.

## Distribución geográfica
Esta especie es endémica de Colombia. Habita en los departamentos de Chocó, Antioquia, Córdoba y Boyacá desde el nivel del mar hasta 400 m de altitud.

## Publicación original
- Cope, 1868 : An examination of the Reptilia and Batrachia obtained by the Orton Expedition to Equador and the Upper Amazon, with notes on other species. Proceedings of the Academy of Natural Sciences of Philadelphia, vol. 20, p. 96-140[5]